# Музей порівняльної зоології
Музе́й порівня́льної зооло́гії (англ. Museum of Comparative Zoology) — музей, розташований на території Гарвардського університету в місті Кембридж, Массачусетс. Один з трьох музеїв, що разом складають Гарвардський музей природознавства.
Музей був заснований 1859 року зусиллями Луї Агассіза та інколи називається «Музей Агассіза», на ім'я засновника. Колекції музею призначені продемонструвати різноманіття і порівняльні відносини тваринного життя.
Музей складається з дванадцяти відділів: біологічної океанографії, ентомології, герпетології, іхтіології, палеонтології безхребетних, зоології безхребетних, теріології, морських безхребетних, малакології, орнітології, популяційної генетики і палеонтології хребетних. Разом з музеєм працює бібліотека Ернста Мейра та її архіви.
На відміну від більшості сучасних музеїв, в музеї виставлені сотні опудал тварин. Відомі експонати також включають скелети китів, найбільший відомий панцир черепахи (2,5 м завдовжки), скелет «гарвардського мастодонта», п'ятнадцятиметровий скелет кронозавра, залишки дронта і целаканта, збережені у рідині.
Багато експонатів також мають історичну цінність, наприклад викопний плоський морський їжак, знайдений Чарльзом Дарвіном в 1834 році, мамо капітана Кука і два фазани, що колись належали Джорджу Вашингтону.
Музей та інші частини Гарвардського природничого музею розташовані в одій будівлі з Музеєм археології та етнології Пібоді, а один квиток надає доступ до обох.